# 朗格尔斯海姆
朗格尔斯海姆（德語：Langelsheim，發音：[ˈlaŋl̩sˌhaɪm] ⓘ）是德国下萨克森州戈斯拉尔县的城市，面积108.77平方千米，2023年12月31日人口为14,960人。